# 胡仁宇
胡仁宇（1931年7月20日—），男，籍贯浙江江山，生于上海，中国物理学家，曾任中国工程物理研究院研究员、副院长、院长。

## 生平
1952年毕业于清华大学物理系。1991年当选为中国科学院学部委员（院士）。